# Nicolaus Gerhard Lüden
Nicolaus Gerhard Lüden oder Nikolaus Gerhard Uden (geboren 9. Juli 1644; gestorben 23. September 1683 in Hannover) war ein Herzoglich-Braunschweig-Lüneburgischer Lakai.

## Leben

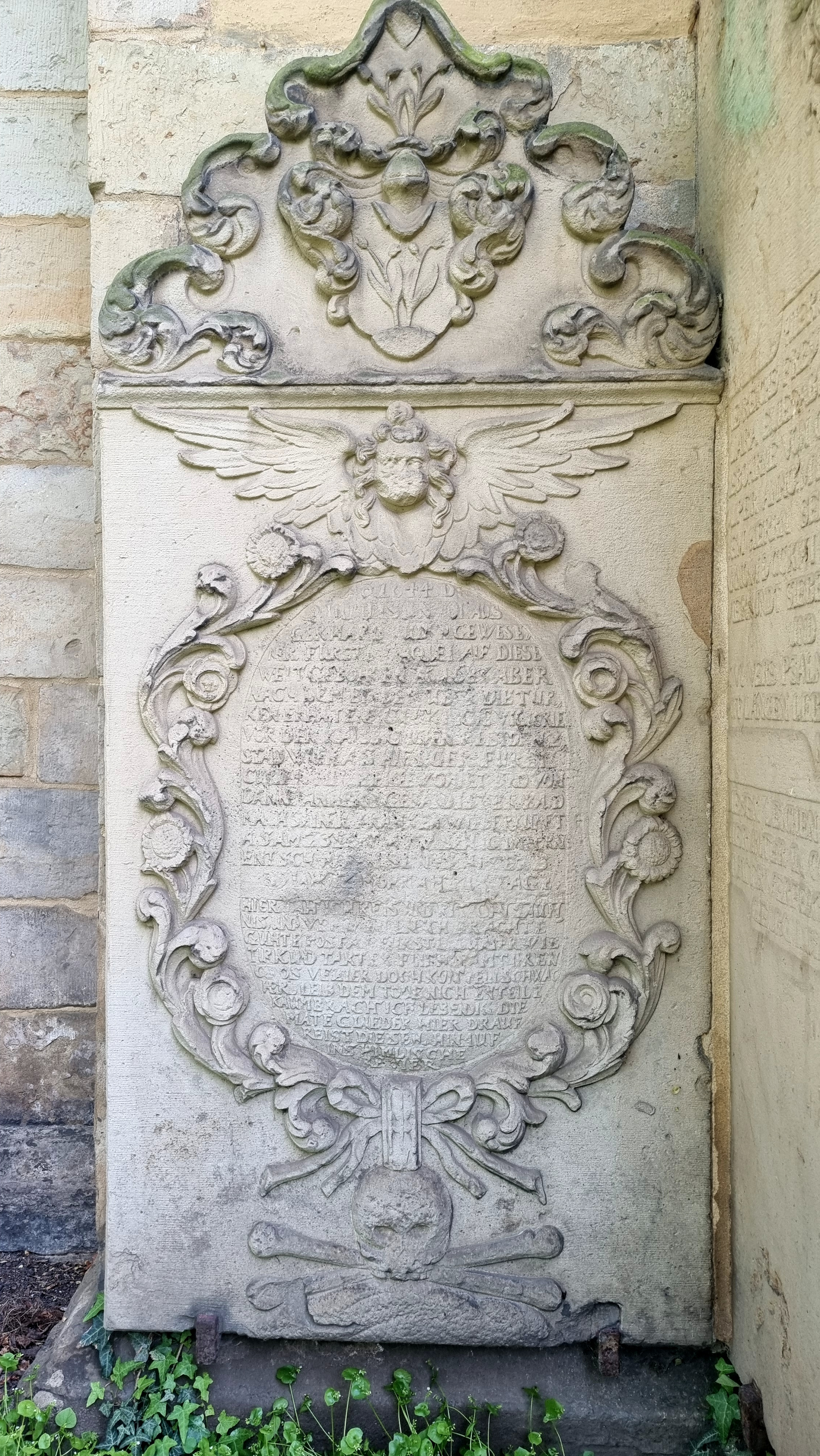
Grabplatte Lüdens ähnlich einem Epitaph als Gedenkstein;
Neustädter Hof- und Stadtkirche St. Johannis

Lüden – geboren gegen Ende des Dreißigjährigen Krieges – stand im Dienst seines Landesherrn und späteren Kurfürsten Herzog Ernst August. Zur Abwehr der Belagerung Wiens während der Zweiten Wiener Türkenbelagerung unter dem Oberbefehl des osmanischen Großwesirs Kara Mustafa Pascha im Jahr 1683 entsandte Herzog Ernst August ein hannoversches Regiment an das Heer des österreichischen Kaisers Leopold I., das unter dem Regiment von Prinz Eugen von Savoyen stand.
Zu den Entsandten gehörte auch Nicolaus Gerhard Lüden. Vor Wien wohnte er der Schlacht am Kahlenberg bei und des dort unter Führung des polnischen Königs Johann III. Sobieski errungenen Sieges über die Osmanische Armee. Als fürstlicher Kurier wurde er daraufhin von der kaiserlichen Residenzstadt Wien zurück zu seinem Landesherrn in Hannover gesandt. Den „anstrengenden Ritt“ nach dem 12. September 1883 der Überbringung seiner Siegesnachricht.

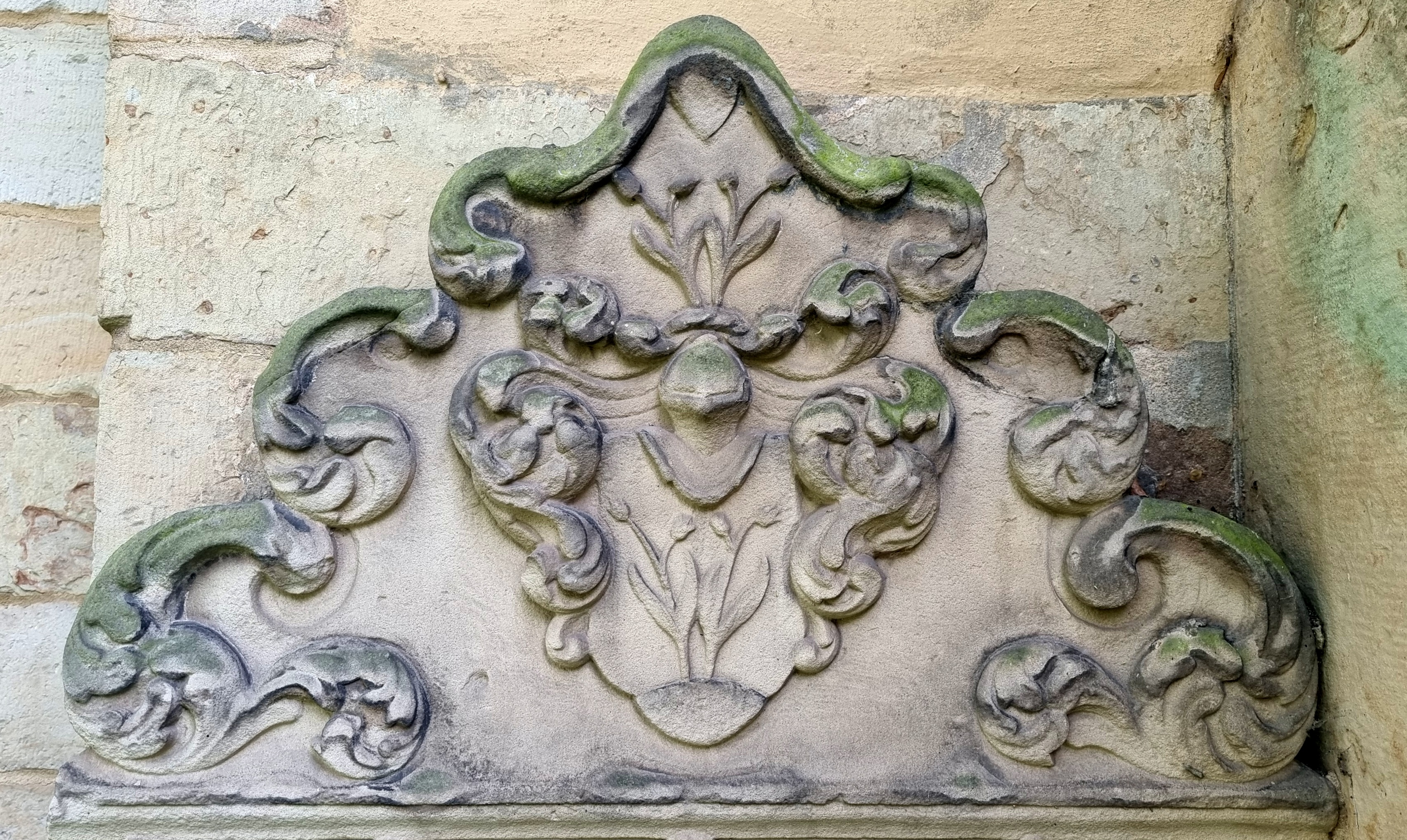
Barockes Rankenwerk und Wappen Lüdens mit Maiglöckchen im Schild und als Helmzier; 17. Jahrhundert

Zu Ehren des Siegeskuriers – der auch Nikolaus Gerhard Luden und Nikolaus Gerd Uden genannt wurde – wurde der Leichnam des Verstorbenen – ähnlich wie Lüdens Zeitgenosse Gottfried Wilhelm Leibniz und die Körper anderer Privilegierter des hannoverschen Hofstaates – in der Neustädter Hof- und Stadtkirche St. Johannis in der Calenberger Neustadt beigesetzt. Die etwa 1 × 2 Meter große, mit Rankenwerk verzierte Grabplatte Sandstein zeigt im oberen Teil das Lüdersche Wappen. Es zeigt im Schild zwei aus dem Erdboden sprießende „Lilienkosalgen“ (Maiglöckchen), die sich auf dem Helm wiederholen. Die Grabplatte wurde später – ähnlich wie bei einem Epitaph – an der Außenwand im Osten der Nordseite der Kirche installiert.
Auf einer Anfang des 20. Jahrhunderts an der Nordseite der Kirche durch den Familienforscher Cuno von Rodde vorgefundenen, damals aber kaum noch lesbare Grabplatte konnte ein gleiches Wappen identifiziert werden; möglicherweise ein Hinweis auf die Familie von Lüden.
Die Inschrift auf Lüdens Grabplatte, die heute die Funktion eines Gedenksteines erfüllt, erfasste bereits Wilhelm Mithoff in seiner Reihe Schriftenreihe Kunstdenkmale und Alterthümer im Hannoverschen, im 1871 herausgegebenen ersten Band Fürstenthum Calenberg. Sie lautet:
„Ao. 1644 D.

9 JULII IST NICOLAUS

GERHARD LUDEN GEWESE-

NER FÜRSTL. LAQUEI AUF DIESE

WELT GEBOHREN, Ao. 1683 ABER

NACHDEM ER DER ÜBER DIE TÜR-

KEN ERHALTENEN GLÜCKLICHEN VICTORIE

VOR DER KAISERLICHEN RESIDENZ

STAD WIEN ALS HIESIGER FÜRSTL.

CURIER MIT BEIGEWOHNET UND VON

DANNE ANHERO GESANDT, IST ER BALD

NACH SEINER KRANKEN WIEDERKUNFT

ALS AM 23 SEPTEMBER SELIG IM HERRN

ENTSCHLAFEN SEINES ALTERS

39 JAHR 2 MONAT __ TAGE.

HIER THAT ICH REIS UND RITT OHN SÄUM-

NIS UND VERWEILEN, ICH BRACHTE

GUTHE POST ALS FÜRSTLICHER CURIER, WIE

TÜRK UND TARTER FLIEH SAMMT IHREM

GROSSVEZIER. DOCH KONNT MEIN SCHWA-

CHER LEIB DEM TODE NICHT ENTEILEN,

KAUM BRACHT ICH LEBENDIG DIE

MATE GLIEDER HIER, DRAUF

REISST DIE SEEL HINAUF

INS HIMMLISCHE

REVIER.
“Vorlage:": Ungültiger Wert: ref=